# Johanna Loisinger

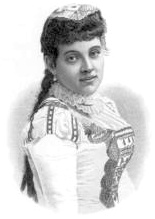
Johanna Loisinger, um 1890/1900

Johanna Maria Louise Loisinger, verheiratete Gräfin von Hartenau (* 18. April 1865 in Preßburg; † 20. Juli 1951 in Wien) war eine österreichische Opernsängerin (Sopran) und Klaviervirtuosin.

## Leben
Johanna wurde als einzige Tochter des Kapellmeisters Johann Loisinger und dessen Ehefrau Maria Mayr am 18. April 1865 in Preßburg, heute Bratislava (Slowakei), geboren. Johanna war nach ihrer Ausbildung zur Sopranistin, Sängerin in Prag, Troppau, Linz und zuletzt am Hoftheater in Darmstadt. Sie war eine bekannte Mozart-Sängerin ihrer Zeit.
Im September 1886 machte sie die Bekanntschaft des ehemaligen Fürsten von Bulgarien, Prinz Alexander Joseph von Battenberg, des zweiten Sohns des Prinzen Alexander von Hessen und bei Rhein, a.d. Hause Hessen-Darmstadt und der mit ihm unstandesgemäß verehelichten Prinzessin Julia von Battenberg, geb. Gräfin Hauke.
Sich immer mehr ineinander verliebend heirateten Alexander und Johanna am 6. Februar 1889 in Castellar bei Menton. Nach der Eheschließung nahm das Paar die Namen eines Grafen bzw. einer Gräfin von Hartenau an, was dem Prinzen am 11. Januar 1889 verliehen worden war und zog sich aus der Öffentlichkeit nach Graz zurück. Dort nahmen beide am 6. November 1889 die österreichische Staatsbürgerschaft an. Nach mehreren vergeblichen Bemühungen gelang es Alexander am 26. Oktober 1890 als Oberst in die k.u.k-Armee einzutreten, um für sich und seine Frau die dringend benötigte finanzielle Lebensabsicherung zu erhalten; am 11. Mai 1892 wurde er zum Generalmajor ernannt. Dadurch, und wie ab Herbst 1891 durch die jährliche Zahlung einer Dotation von 50 000 Francs durch die bulgarische Volksversammlung – als Anerkennung für seine Leistungen als Fürst – war die Familie ökonomisch abgesichert. Im April 1893 kam es schließlich zwischen Alexander und Teilen seiner Familie, dem Großherzog von Hessen-Darmstadt und der Königin Victoria von Großbritannien und Irland, zu einer Aussöhnung wegen seiner Eheschließung.
Aus der Ehe gingen zwei Kinder hervor:
- Assèn (Ludwig Alexander) Graf von Hartenau (1890–1965)
- Zwetana (Marie Therese Vera) Gräfin von Hartenau, ab 29. Dezember 1924 verehelichte (Mrs. Charles H.) Boissevain (* 1893; † 24. November 1935 verarmtEinzelnachweis fehlt in Oberstdorf[1])

Nach dem frühen Tod ihres Mannes am 17. November 1893, dessen Beisetzung im Rahmen eines Staatsaktes am 26. November in Sofia erfolgte, zog es Johanna zunehmend in das kulturell reiche Wien, wo sie spätestens 1938 ihren Hauptwohnsitz nahm. Vom bulgarischen Staat waren ihr und ihren Kindern eine jährliche Zuwendung von 40.000 Francs zugebilligt worden, so dass sie eine Lebensgrundlage besaß. Besonders in Wien setzte sie sich für die Förderung des Musiklebens ein, engagierte sich jedoch auch für die Erbauung der Akademie Mozarteum in Salzburg. Sie war unter anderem im Vorsitz der Wiener Mozart Gemeinde, des Wiener Konzertvereins und des Wiener Symphonieorchesters.
Trotzdem ließ ihr Sohn Assen sie auf dem St.-Leonhard-Friedhof in Graz und nicht in Wien beisetzen.

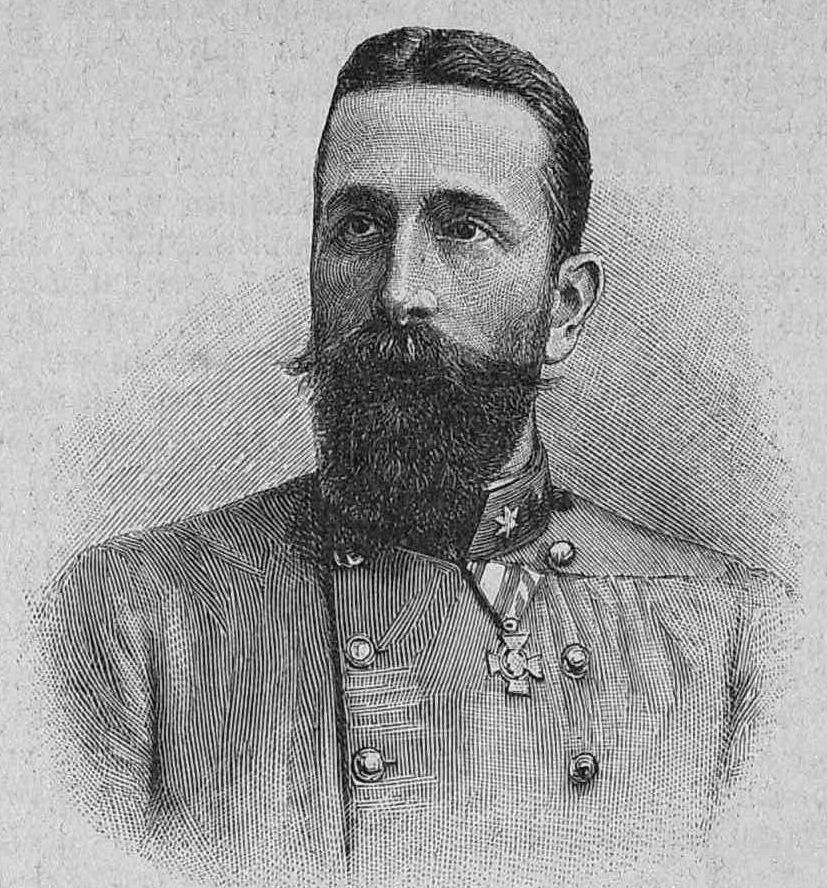
Alexander Graf von Hartenau 1893
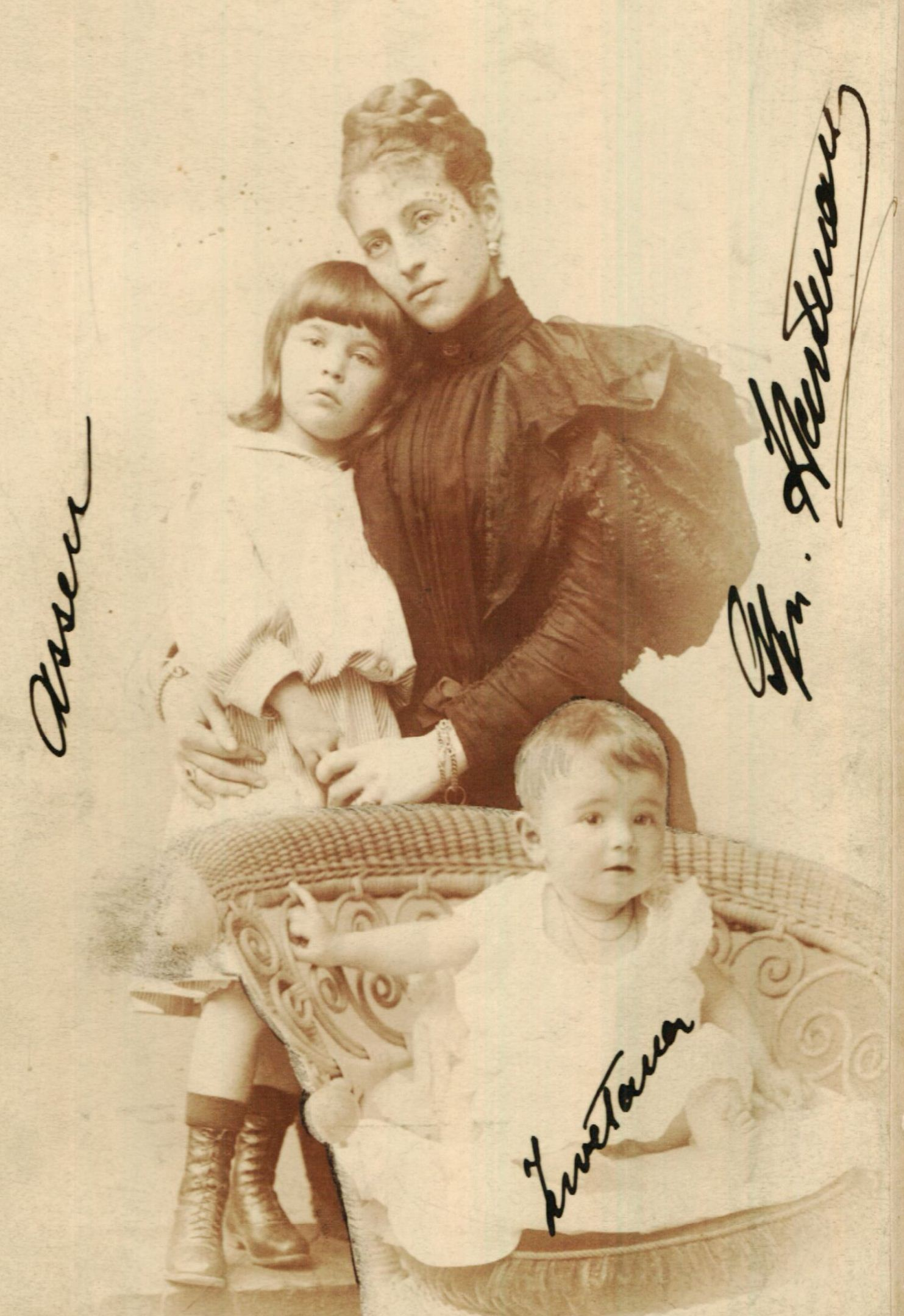
Johanna Loisinger mit ihren Kindern: Assen Ludwig Alexander, Graf von Hartenau und Zwetana Maria Theresa von Hartenau
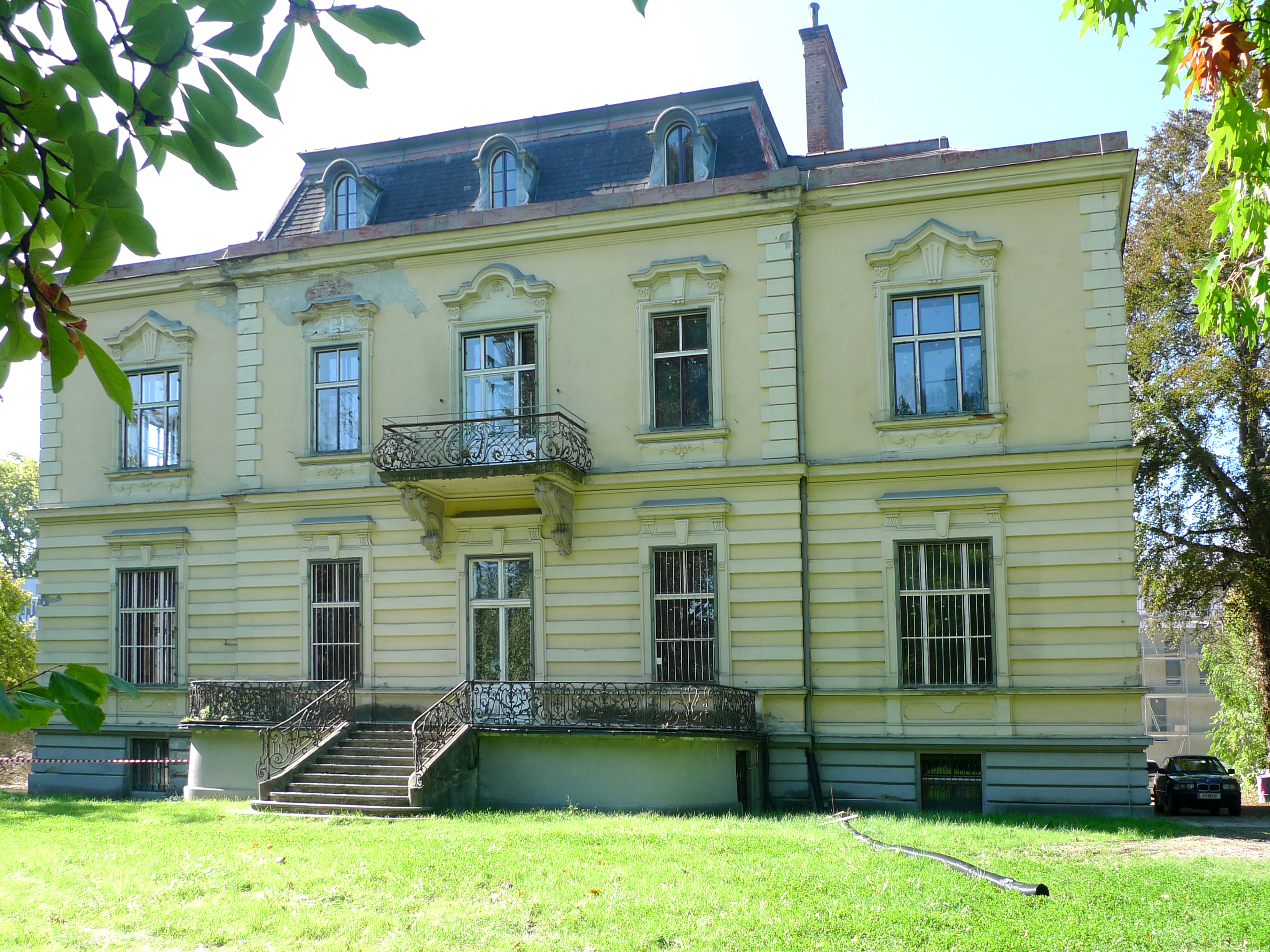
Villa Hartenau in Graz-Geidorf: Wohnsitz 1889–1893